# فرد تامسن
فرد تامسن (انگلیسی: Fred Thomson؛ ۲۶ فوریهٔ ۱۸۹۰ – ۲۵ دسامبر ۱۹۲۸) هنرپیشه اهل کشور ایالات متحده آمریکا بود.
از فیلم‌ها یا برنامه‌های تلویزیونی که وی در آن نقش داشته است می‌توان به جسی جیمز و کیت کارسون اشاره کرد.